# کاریز بالا
کاریزبالا روستایی در دهستان زاوه بخش مرکزی شهرستان زاوه استان خراسان رضوی ایران است. بر پایه سرشماری عمومی نفوس و مسکن در سال ۱۳۹۰ جمعیت این روستا ۵۵۰ نفر (در ۱۸۱ خانوار) بوده است.